# پایین‌نقیب‌کلا
پایین نقیب‌کلا، روستایی از توابع بخش رودبست شهرستان بابلسر در استان مازندران ایران است.

## جمعیت
این روستا در دهستان پازوار قرار داشته و براساس آخرین سرشماری مرکز آمار ایران که در سال ۱۳۸۵ صورت گرفته، جمعیت آن ۵۲۸نفر (۱۳۷خانوار) بوده‌است.